# Brachyopa cinereovittata
Brachyopa cinereovittata är en tvåvingeart som beskrevs av Jacques-Marie-Frangile Bigot 1884. Brachyopa cinereovittata ingår i släktet savblomflugor, och familjen blomflugor. Inga underarter finns listade i Catalogue of Life.